# Teluk Bano II
Teluk Bano II is een bestuurslaag in het regentschap Rokan Hilir van de provincie Riau, Indonesië. Teluk Bano II telt 827 inwoners (volkstelling 2010).